# Shennong
Shennong of Shen Nong (Goddelijke Boer) is een figuur uit de Chinese mythologie. Hij wordt beschouwd als de uitvinder van landbouw en zou de eerste zijn geweest die de techniek van het ploegen heeft toegepast. Verder zou hij de mensheid de voordelen van ruilhandel en het gebruik van geneeskrachtige kruiden hebben geleerd. Shennong wordt gerekend tot de Drie Verhevenen, cultuurhelden die volgens de traditie de bevolking stapsgewijs elementen van de Chinese beschaving hebben bijgebracht. Sinds de Hantijd wordt Shennong vereenzelvigd met Yandi (de Vlammenkeizer), een god van het vuur en halfbroer van Huangdi, de Gele Keizer. Zij vormen de mythische stamvaders van de Han-Chinezen, de Yanhuangzisun. Door de verwarring wordt in plaats van Yandi soms Shennong met Huangdi gecombineerd tot de mythische stamvaders van de Chinezen.

## Landbouw
De rol van Shennong in teksten afkomstig uit de tijd van vóór de Han-dynastie (waaronder de Guanzi en de Zhuangzi) was beperkt. Zijn functies van god van de landbouw overlappen voor een groot deel die van Hou Ji (后稷), een godheid die in verband werd gebracht met de verbouw van gierst en beschouwd werd als stamvader van de Zhou. Shennong treedt pas duidelijk naar voren bij zijn vermelding in de 'Bijgevoegde oordelen' (Xici, 繫辭), een van de Tien vleugels, commentaren die tijdens de Han-dynastie zijn toegevoegd aan het Boek der Veranderingen.
Het tweede 'bijgevoegde oordeel' geeft een beschavingsgeschiedenis weer, waarbij elke volgende stap in de ontwikkeling wordt gekoppeld aan een hexagram van het 'Boek der Veranderingen'. Zo wordt vermeld hoe Shennong, de Goddelijke Landman, de ploeg uitvond:

"Toen de clan van Pau Si voorbij was, kwam de clan van de Goddelijke Landman op. Hij spleet een stuk hout voor een ploegschaar en boog een stuk hout voor een ploegstang en leerde het voordeel, de aarde met de ploeg te openen, aan de gehele wereld. Dat ontleende hij waarschijnlijk aan het hexagram: de Vermeerdering."
Vertaling: R. Wilhelm, I Tjing. Het Boek der Veranderingen, p. 230.
Het hexagram 'de Vermeerdering' (yi, 益) bestaat uit de trigrammen donder, ☳ (zhen, 震) en wind, ☴ (xun, 巽). Zhen en xun hebben beide te maken met hout. Verder betekent xun binnendringen en zhen bewegen. De twee kerntekens (van beneden naar boven de tweede, derde en vierde lijn en de derde, vierde en vijfde lijn) zijn de trigrammen het ontvangende, ☷ (kūn, 坤) en het stilhouden, ☶ (gèn, 艮), die beide verband houden met aarde. Zo zou het idee zijn ontstaan om een houten instrument te construeren dat in de aarde dringt, naar voren wordt bewogen en de aarde omwoelt. De met indringen verbonden beweging heeft zo de wereld de grootste vermeerdering gebracht.

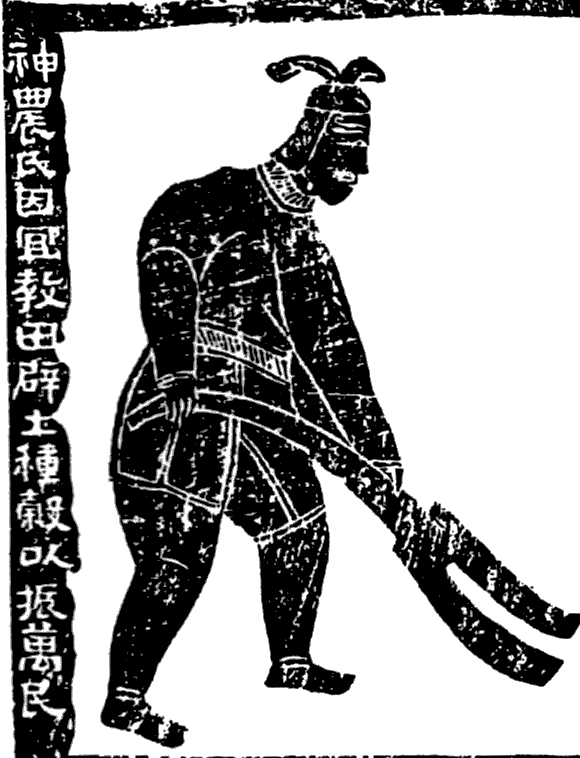
Shennong ploegt het veld. Muurschildering gevonden in de graftombe van het geslacht Wu 武, Shandong, daterend uit de Han-dynastie.

De primitieve ploeg bestond uit een gekromde stang met aan de voorkant een puntig gemaakt stuk hout. Daarmee werd de aarde opengetrokken. In tegenstelling tot de schoffel kon men bij de ploeg gebruikmaken van trekdieren, die zo een deel van het werk overnamen. Op een afbeelding uit de Han-tijd bewerkte Shennong zelf het veld. Dit is opmerkelijk omdat er eigenlijk op dat werk werd neergekeken.
In de Huainanzi, de 'Geschriften van de Meesters van Huainan' staat in hoofdstuk 19 (xiuwu, 脩務) vermeld hoe Shennong de mensheid de kwaliteit van de grond uitlegde. Hij gaf aan welke grond te droog werd of te nat bleef, welke grond vruchtbaar of onvruchtbaar was en welke grond hooggelegen dan wel laaggelegen was. Hij bepaalde verder welke rivieren en bronnen zoet water bevatten en welke brak waren. Vervolgens leerde hij de mensen het zaaien van de vijf granen (hennep, tarwe of gerst, peuldragende vruchten of meer in het bijzonder sojabonen en twee soorten gierst). Volgens de 'Optekeningen van het onderzoek naar geesten' (soushenji, 搜神記), een taoïstisch werk uit de vierde eeuw na Chr. zaaide Shennong de honderd granen en werd daarom de Goddelijke Boer genoemd.

## Markt
In het tweede van de 'Bijgevoegde oordelen' van het 'Boek der Veranderingen' wordt vermeld hoe Shennong de mensheid de voordelen van de ruilhandel leerde:

"Toen de zon in de middag stond, hield hij [Shennong] markt. Hij liet de mensen op aarde naderbij komen en verzamelde de waren op aarde. Ze ruilden die over en weer; daarna keerden ze naar huis terug, en alles kwam op zijn plaats. Dat ontleende hij aan het teken: het Doorbijten."
Vertaling: R. Wilhelm, I Tjing. Het Boek der Veranderingen, p. 230.
De ontlening aan dat hexagram 'het doorbijten' (shi ke, 噬嗑 )
wordt in het Boek der Veranderingen verklaard uit de betekenis van de beide samenstellende trigrammen. Het trigram vuur ☲ (li, 離) stelt de zon voor, die hoog aan de hemel staat, terwijl het trigram donder, ☳ (zhen, 震) het gewoel van de markt beneden weergeeft.

## Geneeskrachtige kruiden
Hoofdstuk 19, xiuwu (脩務) van de 'Geschriften van de Meesters van Huainan' (Huainanzi) beschrijft dat de mensen lang geleden planten aten, uit rivieren dronken, fruit uit bomen plukten en het vlees van schaaldieren en krekels aten. Zij leden hierdoor aan kwalen die het gevolg waren van vergiftiging. Shennong onderzocht daarom de nuttige en schadelijke werking van planten. Hij deed dit door ze te proeven en door met een scharlakenrode zweep op hun kernen, zaaddozen en bladeren te slaan. Zo ontdekte hij de kenmerken van de planten, zoals de mate van giftigheid en hun karakteristieke geur en smaak. Shennong wordt ook vermeld als een ontdekker van thee, doordat hij de geneeskrachtige werking van de theeplant zou hebben opgemerkt. Volgens een andere overlevering zou hij thee echter op toevallige wijze hebben ontdekt toen theebladeren in net door hem gekookt water dwarrelden.
De werkwijze van Shennong was letterlijk proefondervinderlijk. Zo vermeldde de Huainanzi dat hij zich op één dag zeventig keer vergiftigde! Deze werkwijze was opvallend voor een mythe. Shennong bezat klaarblijkelijk geen onbeperkte kennis vooraf, maar verkreeg zijn kennis doordat hij leerde van zijn experimenten.
Vanuit de mythe van de experimenten met de planten wordt Shennong later verbonden met de kennis van geneeskrachtige kruiden en daarmee met de traditionele Chinese geneeskunde. Zo wordt Shennong door Huang-fu Mi (皇甫谧, 215-282) genoemd als samensteller van een Materia medica over kruidengeneeskunde, 'het boek van Shennong over wortels en kruiden' (Shennong bencaojing, 神農本草經), hoewel dit werk feitelijk in de 3e eeuw na Chr. is samengesteld door een aantal auteurs (waaronder Wu Pu, 吳普), die met de titel eer wilden bewijzen aan Shennong.
In Het boek van Shennong over wortels en kruiden worden 365 verschillende medicinale kruiden beschreven, onderverdeeld in drie klassen:
1. Voedt het leven. Dit zijn kruiden voor dagelijks gebruik, die nodig zijn om gezond te blijven.
2. Voedt de natuur. Hierin worden kruiden beschreven die worden gebruikt om de "levenskracht" (de vitaliteit) te versterken.
3. Vergiften. Omvat kruiden die worden gebruikt als geneesmiddel bij ziekten. Wanneer de dosering laag genoeg is, zijn deze middelen niet echt giftig.

## Verering

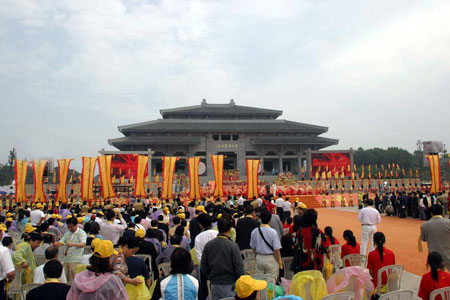
Festiviteiten ter ere van Shennong in Suizhou, Hubei

Shennong wordt gezien als de beschermgod van de boeren en van de apothekers. Hij staat bekend onder een groot aantal namen, waaronder 'Keizer van de vijf granen' (wugu dadi, 五穀大帝), 'Keizer van de geneeskracht' (yaowang dadi, 藥王大帝) en 'Stichter van landbouwgronden' (tianzu, 田祖). Het mausoleum van Yandi/Shennong (Yandiling, 炎帝陵) bevindt zich in Luyuan, 17 km van Yanling (炎陵縣), het vroegere Lingdistrict (Lingxian, 酃縣) in de stadsprefectuur Zhuzhou van de provincie Hunan. Die plek is reeds lang een heiligdom en een pelgrimsoord. In 967 liet keizer Taizu van de Song-dynastie er een tempel bouwen. Keizer Yongzheng van de Qing-dynastie bepaalde dat er in alle prefecturen, arrondissementen en districten een heiligdom moest komen, waarin plaatselijke functionarissen elk jaar een ceremonie voor de 'eerste landbouwer' (xiannong, 先農) moesten houden. De keizer zelf leidde een ceremonie met de naam 'Aanbidding van Shennong' (qinong, 祈農). De 26e dag van de vierde maand was gewijd aan Shennong.

## Afbeeldingen

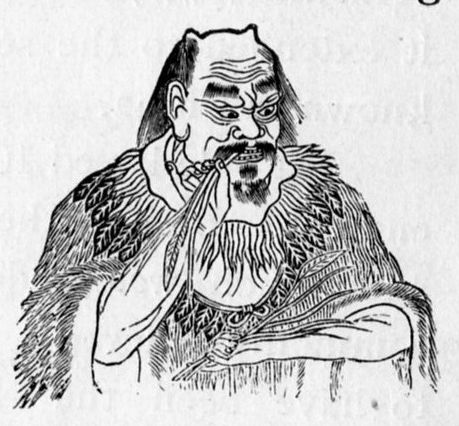
Shennong proeft planten om hun eigenschappen te ontdekken.

Volgens Huangdi, hoofdstuk 2 van de 'geschriften van meester Lie' (Liezi, 列子), hadden Shennong, Paoxi, Nüwa en Yu het lichaam van een slang, het hoofd van een rund, de neus van een tijger, maar wel een menselijk aangezicht. Op veel afbeeldingen is Shennong dan ook weergegeven met rudimentaire runderhorens in de vorm van twee korte uitsteeksels die uit zijn hoofd komen. Meestal wordt hij zo afgebeeld terwijl hij een plant proeft. Verder is hij getooid met een groene bladerkrans, symbool voor zijn onderzoek van planten (hij leefde nog vóór dat de kleding was uitgevonden). Op andere afbeeldingen heeft hij een deels doorzichtig bovenlichaam, zodat hij de effecten van zijn plantenonderzoek onmiddellijk bij zichzelf kon waarnemen.

## Agrarische School
Mencius schreef over een groep die in de 3e en 2e eeuw v.Chr. streefde naar kleine, eenvoudige gemeenschappen, waarin ook de vorst, te midden van zijn onderdanen, aan de ploeg stond. De aanhangers van deze Agrarische School beschouwden het mythische koninkrijk van Shennong als het utopistisch voorbeeld van een perfecte landbouwmaatschappij. Een dergelijke utopist was Xu Xing (許行). Hij werd in De Mencius een verkondiger van het woord van Shennong genoemd. Zijn opvattingen werden door Mencius in het belachelijke getrokken, volgens hem bestond er niemand die alles zelf doen. Behalve uit een passage van De Mencius zijn de opvattingen van de Agrarische School ook bekend uit de Huainanzi. De eigen geschriften zijn verloren gegaan.